# UCI World Tour 2024
L'UCI World Tour 2024 è stata la quattordicesima edizione del circuito organizzato dall'UCI, che sostituisce il vecchio calendario mondiale. Con i punteggi assegnati per ciascuna di queste competizioni si è stabilito il ranking internazionale del ciclismo. È partito il 16 gennaio 2024 dall'Australia con il Tour Down Under ed è terminato il 20 ottobre 2024 in Cina con il Tour of Guangxi.

## Squadre
Le squadre che hanno disputato la stagione 2024 dell'UCI World Tour sono 18.
| Cod. | Nome ufficiale                  | Biciclette       | Gruppo  | Ruote      | Pneumatici  |
| ---- | ------------------------------- | ---------------- | ------- | ---------- | ----------- |
| ADC  | Alpecin-Deceuninck              | Canyon           | Shimano | Shimano    | Vittoria    |
| ARK  | Arkéa-B&B Hotels                | Bianchi          | Shimano | Shimano    | Vittoria    |
| AST  | Astana Qazaqstan Team           | Wilier Triestina | Shimano | Corima     | Vittoria    |
| TBV  | Bahrain Victorious              | Merida           | Shimano | Vision     | Continental |
| COF  | Cofidis                         | Look             | Shimano | Corima     | Michelin    |
| DAT  | Decathlon AG2R La Mondiale Team | Van Rysel        | Shimano | Swiss Side | Continental |
| EFE  | EF Education-EasyPost           | Cannondale       | Shimano | Vision     | Vittoria    |
| GFC  | Groupama-FDJ                    | Wilier Triestina | Shimano | Shimano    | Continental |
| IGD  | Ineos Grenadiers                | Pinarello        | Shimano | Shimano    | Continental |
| IWA  | Intermarché-Wanty               | Cube             | Shimano | Shimano    | Continental |
| LTK  | Lidl-Trek                       | Trek             | SRAM    | Bontrager  | Pirelli     |
| MOV  | Movistar Team                   | Canyon           | SRAM    | Zipp       | Continental |
| RBH  | Red Bull-Bora-Hansgrohe         | Specialized      | SRAM    | Roval      | Specialized |
| SOQ  | Soudal Quick-Step               | Specialized      | Shimano | Roval      | Specialized |
| DFP  | Team DSM-Firmenich PostNL       | Scott            | Shimano | Shimano    | Vittoria    |
| JAY  | Team Jayco AlUla                | Giant            | Shimano | Cadex      | Cadex       |
| TVL  | Team Visma-Lease a Bike         | Cervélo          | SRAM    | Reserve    | Vittoria    |
| UAD  | UAE Team Emirates               | Colnago          | Shimano | ENVE       | Continental |

## Calendario
La stagione 2024 ha presentato un calendario per le squadre con licenza World Tour con lo stesso numero di appuntamenti della stagione 2023.
| Evento                                   | Data                   | Vincitore            | Secondo              | Terzo                | Squadra del vincitore   |
| ---------------------------------------- | ---------------------- | -------------------- | -------------------- | -------------------- | ----------------------- |
| Tour Down Under (2024)                   | 16-21 gennaio          | Stephen Williams     | Jhonatan Narváez     | Isaac Del Toro       | Israel-Premier Tech     |
| Cadel Evans Great Ocean Road Race (2024) | 28 gennaio             | Laurence Pithie      | Natnael Tesfatsion   | Georg Zimmermann     | Groupama-FDJ            |
| UAE Tour (2024)                          | 19-25 febbraio         | Lennert Van Eetvelt  | Ben O'Connor         | Pello Bilbao         | Lotto Dstny             |
| Omloop Het Nieuwsblad (2024)             | 24 febbraio            | Jan Tratnik          | Nils Politt          | Wout Van Aert        | Team Visma-Lease a Bike |
| Strade Bianche (2024)                    | 2 marzo                | Tadej Pogačar        | Toms Skujiņš         | Maxim Van Gils       | UAE Team Emirates       |
| Parigi-Nizza (2024)                      | 3-10 marzo             | Matteo Jorgenson     | Remco Evenepoel      | Brandon McNulty      | Team Visma-Lease a Bike |
| Tirreno-Adriatico (2024)                 | 4-10 marzo             | Jonas Vingegaard     | Juan Ayuso           | Jai Hindley          | Team Visma-Lease a Bike |
| Milano-Sanremo (2024)                    | 16 marzo               | Jasper Philipsen     | Michael Matthews     | Tadej Pogačar        | Alpecin-Deceuninck      |
| Volta Ciclista a Catalunya (2024)        | 18-24 marzo            | Tadej Pogačar        | Mikel Landa          | Egan Bernal          | UAE Team Emirates       |
| Classic Brugge-De Panne (2024)           | 20 marzo               | Jasper Philipsen     | Tim Merlier          | Danny van Poppel     | Alpecin-Deceuninck      |
| E3 Harelbeke (2024)                      | 22 marzo               | Mathieu van der Poel | Jasper Stuyven       | Wout Van Aert        | Alpecin-Deceuninck      |
| Gand-Wevelgem (2024)                     | 24 marzo               | Mads Pedersen        | Mathieu van der Poel | Jordi Meeus          | Lidl-Trek               |
| Dwars door Vlaanderen (2024)             | 27 marzo               | Matteo Jorgenson     | Jonas Abrahamsen     | Stefan Küng          | Team Visma-Lease a Bike |
| Giro delle Fiandre (2024)                | 31 marzo               | Mathieu van der Poel | Luca Mozzato         | Nils Politt          | Alpecin-Deceuninck      |
| Giro dei Paesi Baschi (2024)             | 1º-6 aprile            | Juan Ayuso           | Carlos Rodríguez     | Mattias Skjelmose    | UAE Team Emirates       |
| Parigi-Roubaix (2024)                    | 7 aprile               | Mathieu van der Poel | Jasper Philipsen     | Mads Pedersen        | Alpecin-Deceuninck      |
| Amstel Gold Race (2024)                  | 14 aprile              | Thomas Pidcock       | Marc Hirschi         | Tiesj Benoot         | Ineos Grenadiers        |
| Freccia Vallone (2024)                   | 17 aprile              | Stephen Williams     | Kévin Vauquelin      | Maxim Van Gils       | Israel-Premier Tech     |
| Liegi-Bastogne-Liegi (2024)              | 21 aprile              | Tadej Pogačar        | Romain Bardet        | Mathieu van der Poel | UAE Team Emirates       |
| Giro di Romandia (2024)                  | 23-28 aprile           | Carlos Rodríguez     | Aleksandr Vlasov     | Florian Lipowitz     | Ineos Grenadiers        |
| Eschborn-Francoforte (2024)              | 1º maggio              | Maxim Van Gils       | Alex Aranburu        | Riley Sheehan        | Lotto Dstny             |
| Giro d'Italia (2024)                     | 4-26 maggio            | Tadej Pogačar        | Daniel Martínez      | Geraint Thomas       | UAE Team Emirates       |
| Giro del Delfinato (2024)                | 2-9 giugno             | Primož Roglič        | Matteo Jorgenson     | Derek Gee            | Bora-Hansgrohe          |
| Giro di Svizzera (2024)                  | 9-16 giugno            | Adam Yates           | João Almeida         | Mattias Skjelmose    | UAE Team Emirates       |
| Tour de France (2024)                    | 29 giugno-21 luglio    | Tadej Pogačar        | Jonas Vingegaard     | Remco Evenepoel      | UAE Team Emirates       |
| Classica di San Sebastián (2024)         | 10 agosto              | Marc Hirschi         | Julian Alaphilippe   | Lennert Van Eetvelt  | UAE Team Emirates       |
| Giro di Polonia (2024)                   | 12-18 agosto           | Jonas Vingegaard     | Diego Ulissi         | Wilco Kelderman      | Team Visma-Lease a Bike |
| Vuelta a España (2024)                   | 17 agosto-8 settembre  | Primož Roglič        | Ben O'Connor         | Enric Mas            | Red Bull-Bora-Hansgrohe |
| Bretagne Classic Ouest-France (2024)     | 25 agosto              | Marc Hirschi         | Paul Magnier         | Magnus Cort Nielsen  | UAE Team Emirates       |
| / Renewi Tour (2024)                     | 28 agosto-1º settembre | Tim Wellens          | Alec Segaert         | Per Strand Hagenes   | UAE Team Emirates       |
| Classica di Amburgo (2024)               | 8 settembre            | Olav Kooij           | Jonathan Milan       | Biniam Girmay        | Team Visma-Lease a Bike |
| Grand Prix Cycliste de Québec (2024)     | 13 settembre           | Michael Matthews     | Biniam Girmay        | Rudy Molard          | Team Jayco AlUla        |
| Grand Prix Cycliste de Montréal (2024)   | 15 settembre           | Tadej Pogačar        | Pello Bilbao         | Julian Alaphilippe   | UAE Team Emirates       |
| Giro di Lombardia (2024)                 | 12 ottobre             | Tadej Pogačar        | Remco Evenepoel      | Giulio Ciccone       | UAE Team Emirates       |
| Tour of Guangxi (2024)                   | 15-20 ottobre          | Lennert Van Eetvelt  | Oscar Onley          | Alex Baudin          | Lotto Dstny             |

## Classifiche
Dal 2019, l'unica classifica valida a livello internazionale è l'UCI World Ranking, che già dal 2016 fornisce una classifica individuale ed una per Nazioni. A queste viene aggiunta la classifica mondiale UCI per team, stilata in base ai risultati ottenuti dai 10 migliori corridori per ogni squadra, riprendendo così la graduatoria già presente nell'UCI World Tour. Esistono anche due ulteriori classifiche individuali, una limitata alle sole corse di un giorno e l'altra invece specifica per le corse a tappe.